# Copa Perú 2024
La Copa Perú 2024 è stata la 51ª edizione della terza serie del campionato peruviano di calcio, dalla sua fondazione nel 1967 e ultima come terza divisione.

## Stagione

### Novità
Nel 2024, la Federazione calcistica peruviana, tenendo conto delle osservazioni della CONMEBOL, decide che la Copa Perú sarà il torneo che deciderà i partecipanti in modo meritorio, basandosi sull'idea originale di anni fa: i 25 rappresentanti di ogni dipartimento che si sono piazzati meglio nella classifica finale della Fase Nazionale della Copa Perú 2024, sia campione dipartimentale che secondo classificato e ad eccezione di quelli promossi in Liga 2, saranno i club che giocheranno la prima edizione della nuova Liga 3 nell'anno 2025.

## Fase Dipartimentale
L'elenco seguente mostra le squadre qualificate per la fase nazionale dalle leghe dipartimentali.
| Lega         | Squadre                           | Città           |
| ------------ | --------------------------------- | --------------- |
| Amazonas     | Unión Santo Domingo               | Chachapoyas     |
| Amazonas     | Cajaruro                          | Cajaruro        |
| Ancash       | Centro Social Pariacoto           | Pariacoto       |
| Ancash       | Alianza Arenal                    | Moro            |
| Apurímac     | Miguel Grau                       | Abancay         |
| Apurímac     | Defensor José María Arguedas      | Andahuaylas     |
| Arequipa     | Viargoca                          | Atico, Caravelí |
| Arequipa     | Nacional                          | Mollendo        |
| Ayacucho     | Señor de Quinuapata               | Ayacucho        |
| Ayacucho     | Nuevo San Cristóbal               | Pichari         |
| Cajamarca    | FC Cajamarca                      | Cajamarca       |
| Cajamarca    | Volante                           | Bambamarca      |
| Callao       | Scratch                           | Bellavista      |
| Callao       | Amazon Callao                     | Callao          |
| Cusco        | Juventud Progreso                 | Cusco           |
| Cusco        | Juventud Alfa                     | Pisac           |
| Huancavelica | UDA                               | Ascensión       |
| Huancavelica | Sport Machete                     | Lircay          |
| Huánuco      | Construcción Civil                | Huánuco         |
| Huánuco      | Deportivo Municipal (Tingo María) | Tingo María     |
| Ica          | Juventud Santo Domingo            | Nazca           |
| Ica          | Sport Nacional                    | Santiago, Ica   |
| Junín        | Deportivo Sucre                   | Huancán         |
| Junín        | Deportivo Municipal (Pangoa)      | Pangoa          |
| La Libertad  | Juventus                          | Huamachuco      |
| La Libertad  | El Inca                           | Chao            |

| Lega          | Squadre                            | Città                   |
| ------------- | ---------------------------------- | ----------------------- |
| Lambayeque    | Deportivo Lute                     | Lagunas, Chiclayo       |
| Lambayeque    | Unión Juventud San Martín          | Olmos                   |
| Lima          | Real Independiente                 | Santa María, Huaura     |
| Lima          | Pacífico SMP                       | San Martín de Porres    |
| Loreto        | Estudiantil CNI                    | Iquitos                 |
| Loreto        | Dolce Bretaña                      | Puinahua                |
| Madre de Dios | Alto Rendimiento                   | Inambari                |
| Madre de Dios | AFC Caychihue                      | Huepetuhe               |
| Moquegua      | San Antonio                        | Mariscal Nieto          |
| Moquegua      | Hijos del Altiplano y del Pacífico | Ilo                     |
| Pasco         | Sociedad Tiro 28                   | Tinyahuarco             |
| Pasco         | Ecosem Pasco                       | Tinyahuarco             |
| Piura         | Juventud Cautivo                   | San Miguel de El Faique |
| Piura         | Deportivo Municipal (Vice)         | Vice, Sechura           |
| Puno          | Unión Soratira                     | Azángaro                |
| Puno          | Diablos Rojos                      | Juliaca                 |
| San Martín    | Deportivo Ucrania                  | Nueva Cajamarca         |
| San Martín    | Biavo                              | Bajo Biavo              |
| Tacna         | Bentín Tacna Heroica               | Alto de la Alianza      |
| Tacna         | Patriotas                          | Gregorio Albarracín     |
| Tumbes        | Sport Bolognesi                    | Zarumilla               |
| Tumbes        | UD Tacna Libre                     | Casitas                 |
| Ucayali       | Rauker                             | Callería                |
| Ucayali       | Real Von Humboldt                  | Padre Abad              |

## Fase Nazionale
Nel 2024 la Fase Nazionale è cresciuta fino a 50 squadre e la nuova Fase Nazionale, progettata da matchVision, si gioca in modalità Regionale utilizzando il Sistema POT, con tutte le Regioni del Perù rappresentate. La Fase Nazionale inizia nella seconda settimana di ottobre.
Questa fase vede la partecipazione delle 50 squadre qualificate dalla fase dipartimentale. Ogni squadra disputa 3 partite in casa e 3 partite in trasferta, per un totale di 6 partite contro 3 diverse rivali geografiche. I vincitori della fase dipartimentale giocano solo contro i secondi classificati dipartimentali e viceversa. Tutte le squadre sono posizionate in una classifica generale. Dopo 6 partite, la squadra nei posti da 1 a 32 si qualifica direttamente ai sedicesimi di finale. Le squadre nei posti da 33 a 50 sono eliminate.
Il vincitore e il secondo classificato della fase a eliminazione diretta della Fase Nazionale, sono promossi direttamente nella Liga 2, mentre i qualificati alle semifinali sono promossi in Liga 3. Ogni rappresentante della propria regione che ha raggiunto il miglior risultato, anch'esso viene promosso nella terza divisione.

### Classifica

#### Fase a girone unico
| Pos | Squadra                            | G | V | N | P | GF | GS | DG  | Pt | Qualificazione       |
| --- | ---------------------------------- | - | - | - | - | -- | -- | --- | -- | -------------------- |
| 1   | Nuevo San Cristóbal                | 6 | 5 | 1 | 0 | 10 | 5  | +5  | 16 | Sedicesimi di finale |
| 2   | Defensor José María Arguedas       | 6 | 5 | 1 | 0 | 13 | 5  | +8  | 16 | Sedicesimi di finale |
| 3   | Ecosem Pasco                       | 6 | 4 | 2 | 0 | 9  | 2  | +7  | 14 | Sedicesimi di finale |
| 4   | Cajamarca                          | 6 | 5 | 0 | 1 | 19 | 6  | +13 | 15 | Sedicesimi di finale |
| 5   | Unión Soratira                     | 6 | 4 | 1 | 1 | 24 | 5  | +19 | 13 | Sedicesimi di finale |
| 6   | Juventus                           | 6 | 4 | 0 | 2 | 7  | 5  | +2  | 12 | Sedicesimi di finale |
| 7   | Bentín Tacna Heroica               | 6 | 4 | 0 | 2 | 12 | 7  | +5  | 12 | Sedicesimi di finale |
| 8   | Juventud Alfa                      | 6 | 4 | 0 | 2 | 15 | 5  | +10 | 12 | Sedicesimi di finale |
| 9   | Unión Santo Domingo                | 6 | 4 | 0 | 2 | 15 | 12 | +3  | 12 | Sedicesimi di finale |
| 10  | Deportivo Ucrania                  | 6 | 3 | 2 | 1 | 12 | 4  | +8  | 11 | Sedicesimi di finale |
| 11  | Sport Bolognesi                    | 6 | 3 | 2 | 1 | 8  | 5  | +3  | 11 | Sedicesimi di finale |
| 12  | Pacífico                           | 6 | 3 | 2 | 1 | 15 | 11 | +4  | 11 | Sedicesimi di finale |
| 13  | Rauker                             | 6 | 3 | 2 | 1 | 12 | 4  | +8  | 11 | Sedicesimi di finale |
| 14  | Construcción Civil                 | 6 | 3 | 2 | 1 | 7  | 3  | +4  | 11 | Sedicesimi di finale |
| 15  | Diablos Rojos                      | 6 | 3 | 1 | 2 | 12 | 8  | +4  | 10 | Sedicesimi di finale |
| 16  | Deportivo Municipal (Pangoa)       | 6 | 3 | 1 | 2 | 9  | 8  | +1  | 10 | Sedicesimi di finale |
| 17  | Viargoca                           | 6 | 3 | 1 | 2 | 9  | 5  | +4  | 10 | Sedicesimi di finale |
| 18  | Juventud Cautivo                   | 6 | 3 | 1 | 2 | 13 | 5  | +8  | 10 | Sedicesimi di finale |
| 19  | Volante                            | 6 | 3 | 0 | 3 | 11 | 12 | −1  | 9  | Sedicesimi di finale |
| 20  | El Inca                            | 6 | 3 | 0 | 3 | 8  | 15 | −7  | 9  | Sedicesimi di finale |
| 21  | UD Tacna Libre                     | 6 | 3 | 0 | 3 | 7  | 7  | 0   | 9  | Sedicesimi di finale |
| 22  | Centro Social Pariacoto            | 6 | 3 | 0 | 3 | 17 | 14 | +3  | 9  | Sedicesimi di finale |
| 23  | Deportivo Lute                     | 6 | 3 | 0 | 3 | 10 | 8  | +2  | 9  | Sedicesimi di finale |
| 24  | Amazon Callao                      | 6 | 3 | 0 | 3 | 6  | 7  | −1  | 9  | Sedicesimi di finale |
| 25  | Real San Antonio                   | 6 | 2 | 3 | 1 | 11 | 9  | +2  | 9  | Sedicesimi di finale |
| 26  | Sociedad Tiro 28                   | 6 | 2 | 3 | 1 | 7  | 2  | +5  | 9  | Sedicesimi di finale |
| 27  | Estudiantil CNI                    | 6 | 3 | 0 | 3 | 10 | 4  | +6  | 9  | Sedicesimi di finale |
| 28  | Nacional                           | 6 | 2 | 2 | 2 | 8  | 9  | −1  | 8  | Sedicesimi di finale |
| 29  | Deportivo Municipal (Vice)         | 6 | 2 | 2 | 2 | 6  | 9  | −3  | 8  | Sedicesimi di finale |
| 30  | Dolce Bretaña                      | 6 | 2 | 2 | 2 | 5  | 9  | −4  | 8  | Sedicesimi di finale |
| 31  | Juventud Santo Domingo             | 6 | 2 | 2 | 2 | 3  | 4  | −1  | 8  | Sedicesimi di finale |
| 32  | Sport Nacional                     | 6 | 2 | 2 | 2 | 5  | 6  | −1  | 8  | Sedicesimi di finale |
| 33  | Biavo                              | 6 | 2 | 1 | 3 | 6  | 7  | −1  | 7  |                      |
| 34  | Alianza Arenal                     | 6 | 2 | 1 | 3 | 3  | 5  | −2  | 7  |                      |
| 35  | Alto Rendimiento                   | 6 | 2 | 1 | 3 | 5  | 14 | −9  | 7  |                      |
| 36  | Scratch                            | 6 | 2 | 1 | 3 | 9  | 10 | −1  | 7  |                      |
| 37  | UDA                                | 6 | 1 | 3 | 2 | 6  | 7  | −1  | 6  |                      |
| 38  | AFC Caychihue                      | 6 | 2 | 0 | 4 | 14 | 24 | −10 | 6  |                      |
| 39  | Miguel Grau                        | 6 | 1 | 2 | 3 | 7  | 8  | −1  | 5  |                      |
| 40  | Deportivo Sucre                    | 6 | 1 | 2 | 3 | 8  | 11 | −3  | 5  |                      |
| 41  | Sport Machete                      | 6 | 1 | 2 | 3 | 2  | 5  | −3  | 5  |                      |
| 42  | Deportivo Municipal (Tingo María)  | 6 | 1 | 1 | 4 | 2  | 14 | −12 | 4  |                      |
| 43  | Hijos del Altiplano y del Pacífico | 6 | 1 | 1 | 4 | 5  | 14 | −9  | 4  |                      |
| 44  | Real Independiente                 | 6 | 1 | 1 | 4 | 4  | 8  | −4  | 4  |                      |
| 45  | Unión Juventud San Martín          | 6 | 1 | 1 | 4 | 4  | 12 | −8  | 4  |                      |
| 46  | Señor de Quinuapata                | 6 | 1 | 0 | 5 | 5  | 10 | −5  | 3  |                      |
| 47  | Juventud Progreso                  | 6 | 1 | 0 | 5 | 7  | 22 | −15 | 3  |                      |
| 48  | Patriotas                          | 6 | 1 | 2 | 3 | 5  | 9  | −4  | 2  |                      |
| 49  | Real Von Humboldt                  | 6 | 0 | 2 | 4 | 3  | 12 | −9  | 2  |                      |
| 50  | Cajaruro                           | 6 | 0 | 0 | 6 | 7  | 25 | −18 | 0  |                      |

### Partite

#### Giornata 1
| Squadra 1                    | Risultato  | Squadra 2                          |
| ---------------------------- | ---------- | ---------------------------------- |
| Estudiantil CNI              | 2–0        | Biavo                              |
| Señor de Quinuapata          | 0–1        | Defensor José María Arguedas       |
| Deportivo Lute               | 4–1        | Deportivo Municipal (Vice)         |
| Centro Social Pariacoto      | 4–2        | Pacífico                           |
| FC Cajamarca                 | 2–0        | Cajaruro                           |
| Scratch                      | 1–3        | Sport Nacional                     |
| Alto Rendimiento             | 1–0        | Juventud Alfa                      |
| Sociedad Tiro 28             | 4–0        | Deportivo Municipal (Tingo María)  |
| Juventud Cautivo             | 2–0        | UD Tacna Libre                     |
| Unión Soratira               | 2–1        | Nacional                           |
| Rauker                       | 3–0        | Dolce Bretaña                      |
| Bentín Tacna Heroica         | 2–0        | Hijos del Altiplano y del Pacífico |
| Miguel Grau                  | 1–1        | Nuevo San Cristóbal                |
| Viargoca                     | 3–0 (w.o.) | Patriotas                          |
| Deportivo Municipal (Pangoa) | 1–1        | Ecosem Pasco                       |
| UDA                          | 2–1        | Deportivo Sucre                    |
| Juventud Santo Domingo       | 1–0        | Sport Machete                      |
| Juventus                     | 2–0        | Alianza Arenal                     |
| Real Independiente           | 0–1        | Amazon Callao                      |
| Deportivo Ucrania            | 5–0        | El Inca                            |
| Sport Bolognesi              | 2–0        | Unión Juventud San Martín          |
| Unión Santo Domingo          | 2–1        | Volante                            |
| Construcción Civil           | 0–0        | Real Von Humboldt                  |
| San Antonio                  | 4–3        | Diablos Rojos                      |
| Juventud Progreso            | 3–1        | AFC Caychihue                      |

#### Giornata 2
| Squadra 1                          | Risultato | Squadra 2                    |
| ---------------------------------- | --------- | ---------------------------- |
| Nacional                           | 2–1       | Bentín Tacna Heroica         |
| Dolce Bretaña                      | 1–4       | Deportivo Ucrania            |
| Defensor José María Arguedas       | 1–0       | Juventud Progreso            |
| Amazon Callao                      | 2–0       | Juventud Santo Domingo       |
| Sport Nacional                     | 1–0       | Señor de Quinuapata          |
| Nuevo San Cristóbal                | 2–1       | UDA                          |
| Unión Juventud San Martín          | 0–1       | FC Cajamarca                 |
| Biavo                              | 3–1       | Unión Santo Domingo          |
| Deportivo Municipal (Vice)         | 0–0       | Sport Bolognesi              |
| UD Tacna Libre                     | 2–1       | Deportivo Lute               |
| Cajaruro                           | 0–4       | Juventud Cautivo             |
| Volante                            | 2–0       | Juventus                     |
| Real Von Humboldt                  | 0–1       | Estudiantil CNI              |
| Deportivo Municipal (Tingo María)  | 1–0       | Rauker                       |
| Deportivo Sucre                    | 0–2       | Sociedad Tiro 28             |
| Patriotas                          | 0–0       | San Antonio                  |
| Ecosem Pasco                       | 2–0       | Real Independiente           |
| Pacífico                           | 3–2       | Scratch                      |
| Alianza Arenal                     | 0–0       | Construcción Civil           |
| Sport Machete                      | 1–2       | Deportivo Municipal (Pangoa) |
| El Inca                            | 3–2       | Centro Social Pariacoto      |
| Juventud Alfa                      | 0–2       | Miguel Grau                  |
| Diablos Rojos                      | 4–0       | Alto Rendimiento             |
| AFC Caychihue                      | 1–2       | Unión Soratira               |
| Hijos del Altiplano y del Pacífico | 2–1       | Viargoca                     |

#### Giornata 3
| Squadra 1                    | Risultato | Squadra 2                          |
| ---------------------------- | --------- | ---------------------------------- |
| San Antonio                  | 4–0       | Hijos del Altiplano y del Pacífico |
| Juventud Santo Domingo       | 1–1       | Sport Nacional                     |
| Alto Rendimiento             | 1–2       | AFC Caychihue                      |
| Scratch                      | 2–1       | Amazon Callao                      |
| Viargoca                     | 0–0       | Nacional                           |
| Bentín Tacna Heroica         | 3–0       | Patriotas                          |
| Deportivo Lute               | 2–1       | Unión Juventud San Martín          |
| FC Cajamarca                 | 5–2       | Volante                            |
| Juventud Cautivo             | 0–0       | Deportivo Municipal (Vice)         |
| Miguel Grau                  | 0–0       | Defensor José María Arguedas       |
| Real Independiente           | 1–1       | Pacífico                           |
| Sociedad Tiro 28             | 0–1       | Ecosem Pasco                       |
| Unión Santo Domingo          | 5–1       | Cajaruro                           |
| Deportivo Ucrania            | 0–0       | Biavo                              |
| Sport Bolognesi              | 1–3       | UD Tacna Libre                     |
| Construcción Civil           | 1–0       | Deportivo Municipal (Tingo María)  |
| Estudiantil CNI              | 0–1       | Dolce Bretaña                      |
| Juventud Progreso            | 0–3       | Juventud Alfa                      |
| Señor de Quinuapata          | 1–2       | Nuevo San Cristóbal                |
| Unión Soratira               | 3–0       | Diablos Rojos                      |
| Deportivo Municipal (Pangoa) | 2–0       | Deportivo Sucre                    |
| Centro Social Pariacoto      | 1–2       | Alianza Arenal                     |
| Juventus                     | 1–0       | El Inca                            |
| UDA                          | 0–0       | Sport Machete                      |
| Rauker                       | 1–1       | Real Von Humboldt                  |

#### Giornata 4
| Squadra 1                          | Risultato | Squadra 2                    |
| ---------------------------------- | --------- | ---------------------------- |
| Pacífico                           | 2–0       | Real Independiente           |
| Nacional                           | 3–1       | Viargoca                     |
| Nuevo San Cristóbal                | 2–1       | Señor de Quinuapata          |
| AFC Caychihue                      | 0–1       | Alto Rendimiento             |
| Diablos Rojos                      | 1–0       | Unión Soratira               |
| Deportivo Municipal (Tingo María)  | 1–3       | Construcción Civil           |
| Dolce Bretaña                      | 1–0       | Estudiantil CNI              |
| Juventud Alfa                      | 3–0       | Juventud Progreso            |
| Real Von Humboldt                  | 1–2       | Rauker                       |
| Deportivo Sucre                    | 3–1       | Deportivo Municipal (Pangoa) |
| Ecosem Pasco                       | 0–0       | Sociedad Tiro 28             |
| Hijos del Altiplano y del Pacífico | 1–1       | San Antonio                  |
| Patriotas                          | 3–0       | Bentín Tacna Heroica         |
| Alianza Arenal                     | 0–1       | Centro Social Pariacoto      |
| Amazon Callao                      | 2–1       | Scratch                      |
| Biavo                              | 0–1       | Deportivo Ucrania            |
| Cajaruro                           | 3–4       | Unión Santo Domingo          |
| Volante                            | 2–1       | FC Cajamarca                 |
| Defensor José María Arguedas       | 3–2       | Miguel Grau                  |
| El Inca                            | 2–0       | Juventus                     |
| Deportivo Municipal (Vice)         | 2–1       | Juventud Cautivo             |
| Sport Nacional                     | 0–0       | Juventud Santo Domingo       |
| Sport Machete                      | 0–0       | UDA                          |
| UD Tacna Libre                     | 0–1       | Sport Bolognesi              |
| Unión Juventud San Martín          | 2–0       | Deportivo Lute               |

#### Giornata 5
| Squadra 1                    | Risultato | Squadra 2                          |
| ---------------------------- | --------- | ---------------------------------- |
| Estudiantil CNI              | 6–0       | Real Von Humboldt                  |
| Juventud Progreso            | 2–4       | Defensor José María Arguedas       |
| Real San Antonio             | 2–2       | Patriotas                          |
| Juventud Santo Domingo       | 1–0       | Amazon Callao                      |
| Bentín Tacna Heroica         | 3–0       | Nacional                           |
| Scratch                      | 1–1       | Pacífico                           |
| Deportivo Lute               | 2–0       | UD Tacna Libre                     |
| Señor de Quinuapata          | 2–0       | Sport Nacional                     |
| Juventus                     | 3–1       | Volante                            |
| Juventud Cautivo             | 6–1       | Cajaruro                           |
| Unión Soratira               | 15–0      | AFC Caychihue                      |
| Construcción Civil           | 0–1       | Alianza Arenal                     |
| Alto Rendimiento             | 1–1       | Diablos Rojos                      |
| Deportivo Municipal (Pangoa) | 2–0       | Sport Machete                      |
| Centro Social Pariacoto      | 6–1       | El Inca                            |
| Rauker                       | 5–0       | Deportivo Municipal (Tingo María)  |
| Real Independiente           | 0–2       | Ecosem Pasco                       |
| Deportivo Ucrania            | 1–1       | Dolce Bretaña                      |
| UDA                          | 0–1       | Nuevo San Cristóbal                |
| Sport Bolognesi              | 3–1       | Deportivo Municipal (Vice)         |
| Unión Santo Domingo          | 2–1       | Biavo                              |
| Cajamarca                    | 6–0       | Unión Juventud San Martín          |
| Viargoca                     | 3–0       | Hijos del Altiplano y del Pacífico |
| Miguel Grau                  | 1–2       | Juventud Alfa                      |
| Sociedad Tiro 28             | 1–1       | Deportivo Sucre                    |

#### Giornata 6
| Squadra 1                          | Risultato | Squadra 2                    |
| ---------------------------------- | --------- | ---------------------------- |
| Ecosem Pasco                       | 3–1       | Deportivo Municipal (Pangoa) |
| AFC Caychihue                      | 10–2      | Juventud Progreso            |
| Deportivo Municipal (Tingo María)  | 0–0       | Sociedad Tiro 28             |
| Sport Nacional                     | 0–2       | Scratch                      |
| Nuevo San Cristóbal                | 2–1       | Miguel Grau                  |
| Nacional                           | 2–2       | Unión Soratira               |
| Real Von Humboldt                  | 1–2       | Construcción Civil           |
| Hijos del Altiplano y del Pacífico | 2–3       | Bentín Tacna Heroica         |
| Dolce Bretaña                      | 1–1       | Rauker                       |
| Juventud Alfa                      | 7–1       | Alto Rendimiento             |
| Diablos Rojos                      | 3–0       | Real San Antonio             |
| Sport Machete                      | 1–0       | Juventud Santo Domingo       |
| Deportivo Sucre                    | 3–3       | UDA                          |
| Pacífico                           | 6–3       | Centro Social Pariacoto      |
| Deportivo Municipal (Vice)         | 2–1       | Deportivo Lute               |
| Patriotas                          | 0–1       | Viargoca                     |
| Amazon Callao                      | 0–3       | Real Independiente           |
| Alianza Arenal                     | 0–1       | Juventus (Huamachuco)        |
| UD Tacna Libre                     | 2–0       | Juventud Cautivo             |
| Cajaruro                           | 2–4       | Cajamarca                    |
| Volante                            | 3–1       | Unión Santo Domingo          |
| Defensor José María Arguedas       | 4–1       | Señor de Quinuapata          |
| Biavo                              | 2–1       | Estudiantil CNI              |
| El Inca                            | 2–1       | Deportivo Ucrania            |
| Unión Juventud San Martín          | 1–1       | Sport Bolognesi              |

## Fase Nazionale Finale
L'elenco seguente mostra le partite della fase a eliminazione diretta della fase nazionale.

### Sedicesimi di finale
| Squadra 1                    | Totale         | Squadra 2                    | Andata | Ritorno |
| ---------------------------- | -------------- | ---------------------------- | ------ | ------- |
| Sport Nacional               | 1–3            | Nuevo San Cristóbal          | 1–0    | 0–3     |
| Deportivo Municipal (Pangoa) | 1–5            | Juventud Cautivo             | 0–2    | 1–3     |
| Real San Antonio             | 3–1            | Juventud Alfa                | 3–0    | 0–1     |
| Amazon Callao                | 3–3 (2–3 (dtr) | Unión Santo Domingo          | 2–1    | 1–2     |
| Juventud Santo Domingo       | 1–1 (3–2 (dtr) | Defensor José María Arguedas | 1–0    | 0–1     |
| Diablos Rojos                | 3–3 (3–4 (dtr) | Viargoca                     | 3–0    | 0–3     |
| Sociedad Tiro 28             | 1–2            | Bentín Tacna Heroica         | 1–1    | 0–1     |
| Deportivo Lute               | 3–4            | Deportivo Ucrania            | 2–0    | 1–4     |
| Dolce Bretaña                | 1–3            | Cajamarca                    | 1–1    | 0–2     |
| Volante                      | 2–1            | Construcción Civil           | 1–0    | 1–1     |
| Estudiantil CNI              | 2–2 (2–3 (dtr) | Juventus                     | 1–0    | 1–2     |
| Centro Social Pariacoto      | 5–5 (5–4 (dtr) | Sport Bolognesi              | 4–3    | 1–2     |
| Deportivo Municipal (Vice)   | 1–3            | Ecosem Pasco                 | 1–0    | 0–3     |
| El Inca                      | 3–2            | Rauker                       | 3–2    | 0–0     |
| Unión Soratira               | 1–1 (3–4 (dtr) | Nacional                     | 1–0    | 0–1     |
| UD Tacna Libre               | 0–9            | Pacífico SMP                 | 0–3    | 0–6     |

### Ottavi di finale
| Squadra 1               | Totale         | Squadra 2            | Andata | Ritorno |
| ----------------------- | -------------- | -------------------- | ------ | ------- |
| Juventud Cautivo        | 4–3            | Nuevo San Cristóbal  | 4–1    | 0–2     |
| Unión Santo Domingo     | 2–2 (2–3 (dtr) | Bentín Tacna Heroica | 2–1    | 0–1     |
| Juventud Santo Domingo  | 3–2            | Viargoca             | 2–0    | 1–2     |
| Real San Antonio        | 2–7            | Deportivo Ucrania    | 2–3    | 0–4     |
| Volante                 | 3–4            | Cajamarca            | 3–1    | 0–3     |
| Centro Social Pariacoto | 3–3 (3–4 (dtr) | Juventus             | 1–0    | 2–3     |
| El Inca                 | 3–4            | Ecosem Pasco         | 2–2    | 1–2     |
| Nacional                | 3–3 (4–2 (dtr) | Pacífico SMP         | 2–1    | 1–2     |

### Quarti di finale
| Squadra 1              | Risultato       | Squadra 2         |
| ---------------------- | --------------- | ----------------- |
| Juventud Cautivo       | 0 - 0 (3-4 dtr) | Tacna Heroica     |
| Juventud Santo Domingo | 2 - 1           | Deportivo Ucraina |
| Cajamarca              | 2 - 2 (3-2 dtr) | Juventus          |
| Ecosem Pasco           | 0 - 1           | Nacional FBC      |

### Semifinali
| Squadra 1     | Risultato       | Squadra 2              |
| ------------- | --------------- | ---------------------- |
| Tacna Heroica | 1 - 1 (5-4 dtr) | Juventud Santo Domingo |
| Cajamarca     | 3 - 3 (3-2 dtr) | Nacional FBC           |

### Finale
| Squadra 1     | Risultato       | Squadra 2 |
| ------------- | --------------- | --------- |
| Tacna Heroica | 1 - 1 (4-3 dtr) | Cajamarca |

## Statistiche

### Individuali

#### Classifica marcatori(fase nazionale)
| Pos | Nome             | Squadra       | Reti |
| --- | ---------------- | ------------- | ---- |
| 1   | Jossimar Serrato | Cajamarca     | 12   |
| 2   | Kevin Laura      | Tacna Heroica | 9    |
| 3   | José Rojas       | Pariacoto     | 8    |
| 3   | Kevin Carazas    | Pacífico SMP  | 8    |

### Riassunto finale promozioni
Promosso in Liga 2 2025:
- Tacna Heroica
- Cajamarca

Promosso in Liga 3 2025:
- Ecosem Pasco
- Deportivo Ucraina
- Juventud Cautivo
- Juventus Huamachuco
- Nuevo San Cristóbal
- Pacífico SMP
- Unión Santo Domingo
- Volante
- Pariacoto
- Real San Antonio
- Template:Calcio José María Arguedas
- Juventud Alfa
- Sport Bolognesi
- Diablos Rojos
- Rauker
- Estudiantil CNI
- Template:Calcio Construcción Civil
- Deportivo Lute
- Amazon Callao
- Deportivo Municipal Pangoa